# Oxana Zhnykrup
Oksana Leontiyivna Zhnikrup (ucraniano: Оксана Леонтіївна Жникруп; Chitá, 1931 - 1993) fue una ceramista ucraniana, cuyas obras se conservan en la colección del Museo Nacional de Arte Decorativo Popular. La escultura Seated Ballerina (Bailarina sentada), de Jeff Koons, está estrechamente inspirada en sus obras de cerámica de bailarinas de ballet, como Ballerina Lenochka.

## Biografía
Zhnikrup nació en 1931 en Chitá (Rusia). Su madre era actriz y su padre, funcionario público, fue ejecutado en 1932 acusado de espionaje. Zhnikrup asistió a la Escuela de Arte Grekov Odesa y desde allí comenzó a trabajar en la Fábrica de Porcelana Baranovsky, donde trabajó de 1952 a 1954. En 1955 empezó a trabajar en la Fábrica Experimental de Cerámica y Arte de Kiev. Fue durante este periodo cuando se acentuó su estilo original y cuando produjo algunas de sus mejores obras, con cerámicas inspiradas en temas de ballet y circo. También colaboró con la artista Olga Rapay.

## Legado
El Museo Nacional de Arte Decorativo Popular de Kiev cuenta con una colección de piezas de Zhnikrup. En 2017, la obra de Zhnikrup saltó a la palestra pública cuando se sospechó que el artista Jeff Koons había utilizado sus esculturas de bailarinas como inspiración para su obra Bailarina sentada. La similitud fue observada por primera vez por el artista georgiano Lado Pochkhua, que publicó una comparación de las obras en las redes sociales. Posteriormente se descubrió que Koons sí tenía las licencias adecuadas para utilizar dos de las obras de Zhnikrup: "Ballerinas before the performance" (1961) y "Ballerina Lenochka" (1974).